# Die Toteninsel (Rachmaninow)
Die Toteninsel op. 29 (russisch Остров мёртвых) ist eine Sinfonische Dichtung des russischen Komponisten Sergei Rachmaninow.
Rachmaninow war von dem Gemälde Die Toteninsel des Schweizer Malers Arnold Böcklin inspiriert, allerdings sah er nur eine Schwarzweiß-Kopie. Das Gemälde gilt als eines der wichtigsten Werke des Symbolismus.
Das Werk steht in a-Moll und wurde während eines Aufenthaltes des Komponisten in Dresden im Jahre 1909 geschrieben. Es wurde am 17. April 1909 fertiggestellt. Die Komposition gilt als Rachmaninows bedeutendstes Werk seiner Schaffenszeit in Dresden.

## Geschichte
Rachmaninow sah, vermutlich 1907 in Paris, eine Schwarz-Weiß-Kopie der Toteninsel. Er erklärte später in einem Interview, dass auf ihn die monochromen Farben und ihre mystische Botschaft einen größeren Eindruck hinterließen als das farbige Original und er deshalb vermutlich das Stück nicht geschrieben hätte, wenn er zuerst das Originalbild gesehen hätte.
Das Stück wurde Nicholas von Struve gewidmet. Es ist unklar, ob Rachmaninow zusammen mit Struve eines der fünf Originalbilder von Böcklin sah. Zwei davon waren damals in Leipzig und Berlin ausgestellt.
Rachmaninow gab an, dass es ihm beim Komponieren half, wenn er ein Gemälde vor Augen hatte.
Die Premiere des Werkes fand 1909 in Moskau statt; das Werk wurde während Rachmaninows erster Amerika-Tournee mehrmals aufgeführt. Bei seinem letzten Konzert in Russland 1917 im Bolschoi-Theater führte er das Werk zusammen mit Die Glocken op. 35 und Der Fels op. 7 auf.
Es ist das einzige Werk Rachmaninows, das von dem italienischen Dirigenten Arturo Toscanini, der sich ansonsten negativ über die russische klassische Musik und Rachmaninow äußerte, aufgeführt wurde. Diese Aufführung fand 1916 in Rom statt.

## Orchesterbesetzung
Die Orchesterbesetzung besteht aus drei Großen Flöten (3. Flöte auch Piccoloflöte), zwei Oboen, Englischhorn, zwei Klarinetten, Bassklarinette, zwei Fagotten, Kontrafagott, sechs Hörnern, drei Trompeten, drei Posaunen, Becken, großer Trommel, drei Pauken, Harfe und Streichern (zwei Violinen, Viola, Violoncello und Kontrabass).

## Struktur
Rachmaninow verarbeitete das Gemälde von Böcklin musikalisch in drei Sätzen, welche symbolisch für die Motive das Meer, die Insel und den Tod stehen. Eine wiederkehrende Figur im 5/8-Takt erinnert an den Schlag des Ruderers, der sich in der unteren Mitte des Gemäldes befindet. Der Tod wird durch das wiederkehrende Dies-Irae-Motiv dargestellt.

## Diskografie (Auswahl)
- 1929: Philadelphia Orchestra, Dirigent: Sergei Rachmaninow[11]
- 1975: Staatliches Akademisches Sinfonieorchester Russlands, Dirigent: Jewgeni Swetlanow
- 1976: London Symphony Orchestra, Dirigent: André Previn, EMI
- 1982: Berliner Philharmoniker, Dirigent: Lorin Maazel, Deutsche Grammophon

- 1984: Concertgebouw-Orchester, Dirigent: Vladimir Ashkenazy, DECCA
- 1993: Philadelphia Orchestra, Dirigent: Charles Dutoit, London Records
- 1997: Royal Stockholm Philharmonic Orchestra, Dirigent: Sir Andrew Davis, Finlandia Records
- 2000: Sankt Petersburger Philharmoniker, Dirigent: Mariss Jansons, EMI Classics